# Teatro da Cornucópia
O Teatro da Cornucópia foi uma das mais prestigiadas companhias teatrais portuguesas. A sua atividade foi cessada em Dezembro de 2016, por decisão do seu dirigente Luís Miguel Cintra.

## História
O Teatro da Cornucópia foi fundado em 1973 por Jorge Silva Melo e Luis Miguel Cintra, vindos do teatro universitário, que reuniram em torno do seu projecto de companhia de teatro um pequeno grupo de actores profissionais. Até ao 25 de Abril de 1974 trabalhou sem sede própria e foi apoiado por subsídios esporádicos da Fundação Calouste Gulbenkian. O programa inicial, condicionado pela censura fascista, centrava-se no reportório clássico (Molière e Marivaux). A partir de 1974 centrou-se na dramaturgia contemporânea com a intenção de construir um teatro de reflexão com uma função activa na realidade cultural portuguesa. Num primeiro ciclo temático (pequena burguesia-revolução-dominação ideológica) levou à cena Terror e Miséria no Terceiro Reich de Brecht, Pequenos Burgueses de Gorki, Ah Q de Jean Jourdheuil e Bernard Chartreux, Casimiro e Carolina de Odon Von Horváth, Woyzeck de Büchner, Alta Austria e Música Para Si de Kroetz e O Treino do Campeão Antes da Corrida de Michel Deutsch. Foi nessa fase que a companhia teve a colaboração dramatúrgica de Jean Jourdheuil e que nele ingressou a cenógrafa Cristina Reis que, a partir de 1980, com a saída de Jorge Silva Melo, viria a partilhar a direcção com Luis Miguel Cintra.
Muitas vezes a companhia criou ciclos temáticos como propostas de reflexão. Assim dedicou ao cómico e à comédia um ciclo em que incluiu um espectáculo Karl Valentin, um espectáculo Plauto, Capitão Schelle, Capitão Eçço de Rezvani, O Labirinto de Creta de António José da Silva (o Judeu), Não se Paga, Não se Paga de Dario Fo. A partir de 1983 com o espectáculo Oratória (montagem de textos de Gil Vicente, Goethe e Brecht) a companhia centrou o seu reportório num tema a que chamou “O Mal Estar do Nosso Tempo” onde incluiu Mariana Espera Casamento de Jean Paul Wenzel e Novas Perspectivas de Xaver Kroetz, A Missão de Heiner Müller e O Parque de Botho Strauss. Apesar de menos organizada em ciclos temáticos, é uma tendência eminentemente reflexiva e poética que se foi acentuando na programação posterior a 1985 com espectáculos como Ricardo III de Shakespeare, um ciclo de 3 espectáculos de Strindberg ou a Trilogia da Guerra de Edward Bond. A reflexão sobre diferentes temas acabou por estender-se ao próprio teatro como representação da vida. Assim a companhia dedicou a esse tema um ciclo em que incluiu O Público de Garcia Lorca, Céu de Papel (montagem de textos de Pirandello e Beckett), Salada (uma colagem de números tradicionais de palhaços) e Um Poeta Afinado de Manoel de Figueiredo.
O Teatro da Cornucópia levou à cena alguns dos grandes clássicos de todos os tempos (Gil Vicente, Shakespeare, Wycherley, Tchekov, Strindberg, Beaumarchais, Lenz, Hölderlin, Kleist, Shakspeare), e tabordou textos de muitos géneros mas a sua orientação não era a de uma companhia de reportório. Pretendeu intervir culturalmente na sociedade portuguesa e não abdicar do teatro como terreno privilegiado da criação artística e grande instrumento de pensamento das sociedades. Desde 1990 abordou alguns dos dramaturgos de escrita mais radical do século XX (Beckett, Orton, Botho Strauss, P. Handke, Edward Bond, Genet, Gertrude Stein, Lars Nóren, Brecht, Pasolini, Fassbinder). A propósito da queda do regime comunista nos países de Leste, em 1992 voltou a Heiner Müller de quem fez nova encenação de A Missão e Mauser. Fez a estreia mundial de dois textos: O Colar de Sophia de Mello Breyner Andresen em 2002 e A Cadeira de Edward Bond em 2005. Elaborou vários espectáculos a partir textos não teatrais: de Raul Brandão, a Primavera Negra; de Francisco de Holanda, Diálogos sobre a Pintura na Cidade de Roma; o poema A Margem da Alegria de Ruy Belo. Convidou encenadores estrangeiros: Stephan Stroux, Christine Laurent, Brigitte Jaques, Carlos Aladro, Ana Zamora; produziu e co-produziu espectáculos de jovens encenadores (Miguel Guilherme, José Meireles, António Pires, José Wallenstein, Ricardo Aibéo, Beatriz Batarda) e um espectáculo de novíssimos actores (O Dia de Marte).
A partir de 1974 o Teatro da Cornucópia passou ser regularmente subsidiado pelo Estado e recebeu apoios pontuais da Fundação Caloust Gulbenkian e de várias entidades como o Instituto Alemão, o British Council, a Embaixada de Espanha, a Embaixada da Suécia, a Comissão Nacional para as Comemorações dos Descobrimentos Portugueses, o Instituto Camões, o Inatel, a Câmara Municipal de Lisboa, etc.
Em 1975 a companhia mudou-se para o Teatro do Bairro Alto (antigo Centro de Amadores de Ballet), na Rua Tenente Raúl Cascais, em Lisboa, onde permaneceu até 2016. Em 1986/7 o edifício sofreu obras de melhoramento o que o tornou num espaço privilegiado para todo o género de espectáculos. Este local de trabalho permitiu à companhia uma permanente experimentação de espaços cénicos, uma inversão da relação tradicional do palco com a plateia, o que dificultou, por outro lado, a adaptação dos seus cenários a outros palcos. Apesar disso, o Teatro da Cornucópia não deixou de fazer digressões a outras cidades do país e apresentou regularmente os seus espectáculos fora de Lisboa.
Em 1984 participou no XXXII Festival Internacional de Teatro da Bienal de Veneza com A Missão de Heiner Müller.
Em 1991 apresentou no Théâtre Varia de Bruxelas Comédia de Rubena de Gil Vicente integrado na Europália'91 dedicada a Portugal e no mesmo ano apresentou esse espectáculo em Udine (Itália) integrado na organização L'École des Maîtres.
Em 1994 viu dois dos seus espectáculos integrados na programação de Lisboa94, Capital Europeia da Cultura.
Em 1995 apresentou o Triunfo do Inverno de Gil Vicente no Théâtre de la Commune-Pandora, Aubervilliers (Paris).
Em 1998 participou no Festival dos 100 Dias da Expo'98 com um projecto (Teatro do Mundo — Teatro do Eu) que marca os seus 25 anos de actividade e em que volta a três autores do nosso século já abordados em espectáculos anteriores da companhia: Strindgberg (Um Sonho), García Lorca (Quando Passarem Cinco Anos) e Heiner Müller (Máquina Hamlet).
Estabeleceu nos últimos anos co-produções com o Teatro Nacional S. João, Teatro Nacional D. Maria II, Teatro Nacional S. Carlos, Teatro Municipal de Almada e São Luiz Teatro Municipal. Por várias vezes se integrou no Festival de Teatro de Almada.
Para além da apresentação normal dos seus espectáculos, o Teatro da Cornucópia procurou dinamizar o seu espaço com outras actividades. A companhia acolheu nas suas instalações espectáculos de outros grupos e tem realizado inúmeras actividades paralelas (apresentação de livros, conferências, uma semana dedicada à criança, cursos de técnica básica para actores, colóquios, exposições, leituras de textos, etc.). Para cada espectáculo a companhia publicou um volume de Textos de Apoio com uma antologia desenvolvida de textos que completavam a compreensão de cada encenação.
Realizou ainda para a televisão, em co-produção com o Grupo Zero, a filmagem de Música Para Si, Viagem Para a Felicidade e Novas Perspectivas de Kroetz e E Não Se Pode Exterminá-lo? de Karl Valentin com realização de Solveig Nordlund. Fez a produção do espectáculo A Morte do Príncipe com Luis Miguel Cintra e Maria de Medeiros, a partir de textos de Fernando Pessoa, para o Festival de Avignon de 1988 e o Festival de Outono de Paris de 1989. Apresentou no Teatro do Bairro Alto em 1990, em colaboração com a RTP o espectáculo de ópera Façade/O Urso de William Walton, com direcção musical de João Paulo Santos e filmado por Oliveira Costa. No ano 2000 realizou outro espectáculo de ópera em co-produção com a Culturporto/Rivoli Teatro Municipal, o Teatro Nacional S. Carlos e a Orquestra Nacional do Porto, também com direcção musical de João Paulo Santos: The English Cat de Hans Werner Henze/Edward Bond. Com o mesmo maestro levou à cena em 2002 História do Soldado de Stravinsky/Ramuz. Colaborou com o Teatro Nacional de S. Carlos em 2003 na apresentação da oratória cénica de Honnegger-Claudel Jeanne d’Arc au Bûcher.
Em quatro décadas, centrou-se sobretudo na dramaturgia contemporânea "com a intenção de construir um teatro de reflexão com uma função ativa na realidade cultural portuguesa".
Apresentou obras de: Sófocles, Plauto, Séneca, Lope de Vega, Calderón de la Barca, Shakespeare, Corneille, Marivaux, Beaumarchais, Hölderlin, Schiller, Strindberg, Ibsen, Tchekov, Gorki, Ostróvski, Pirandello, Brecht, Catherine Dasté, Franz-Xaver Kroetz, Michel Deutsch, Odon Von Horváth, Georg Büchner, Karl Valentin, Dario Fo, Jean Paul Wenzel, Claudine Fiévet, Heiner Müller, Botho Strauss, William Wycherley, Edward Bond, Lorca, Igor Stravinsky, William Walton, Hans Werner Henze, Samuel Beckett, Joe Orton, Georg Buchner, Peter Handke, Georges Courteline, Genet, Jean-Claude Biette, Gertrude Stein, Lars Norén, Ferenc Molnár, Stig Dagerman, Heinrich von Kleist, Pasolini, R.W. Fassbinder, Christian Dietrich Grabbe, Jakob Lenz, Gil Vicente, Luís de Camões, Francisco de Holanda, António José da Silva, Almeida Garrett, Raul Brandão, Fiama H.P. Brandão, Eduarda Dionísio, Sophia M.B. Andresen, Manuel de Figueiredo, José Meireles e Ruy Belo.

## Peças
| Ano                 | Peça                                                                    | Encenação                             | Elenco | Local                                                                                |
| ------------------- | ----------------------------------------------------------------------- | ------------------------------------- | --- | ------------------------------------------------------------------------------------ |
| 1973                | O Misantropo de Molière                                                 | Luís Miguel Cintra                    | Filinto Filipe La Féria Alceste Luis Miguel Cintra Oronte Jorge Silva Melo Celimena Glicínia Quartin Basco Carlos Fernando Eliante Raquel Maria Clitandro Luis Lima Barreto Acasto Orlando Costa Guarda Jorge Silva Melo Arsinoê Dalila Rocha Dubuá Carlos Fernando | Teatro Laura Alves                                                                   |
| 13 de Julho de 1974 | Terror e Miséria no III Reich de Bertolt Brecht                         | Jorge Silva Melo e Luís Miguel Cintra | Augusto de Figueiredo Dalila Rocha Glicínia Quartin Helena Domingos Jorge Silva Melo Luís Lima Barreto Luis Miguel Cintra Orlando Costa Pedro Penilo Raquel Maria | Sociedade Filarmónica Incrível Almadense                                             |
| 1974                | A Ilha dos Escravos                                                     | Jorge Silva Melo                      | Arlequim Luis Miguel Cintra Ificrato Luís Lima Barreto Trivelino Orlando Costa Cleanta Raquel Maria Eufrosina Dalila Rocha | Terraço do Capitólio                                                                 |
| 1974                | A Herança de Pierre Marivaux                                            | Jorge Silva Melo                      | Cavaleiro Luís Lima Barreto Hortense Margarida Carpinteiro Lisete Raquel Maria Lepino Filipe La Féria Marquês Jorge Silva Melo/Orlando Costa Condessa Dalila Rocha | Terraço do Capitólio                                                                 |
| 1975                | Pequenos Burgueses de Máximo Gorki                                      | Jorge Silva Melo                      | Polia Márcia Breia / Raquel Maria Tatiana Lia Gama Piotr Jorge Silva Melo/Luís Lima Barreto Bessemenov Alexandre Passos Akoulina Gina Santos Stefania Helena Domingos Pertchikine Augusto de Figueiredo Teteriov Luis Miguel Cintra / Orlando Costa Nil Orlando Costa / Luis Miguel Cintra Elena Glicínia Quartin Tchitchkine Luís Lima Barreto / Jorge Silva Melo Tzvetaieva Raquel Maria / Márcia Breia | Teatro do Bairro Alto/Teatro da Cornucópia                                           |
| 1976                | Ah Q de Jean Jourdheuil e Bernard Chartreux                             | Jorge Silva Melo                      | Wang Orlando Costa Ah Q Jorge Silva Melo Wou Ma Glicínia Quartim Sr. Tchao Rui Furtado Filho Tchao Luís Lima Barreto Sra. Tchao Márcia Breia Nora Raquel Maria Velhos Augusto de Figueiredo e Jorge Nascimento Estalajadeiro Alexandre Passos Filho Tsien Luis Miguel Cintra Monja Budista Lia Gama Juiz Gilberto Gonçalves | Teatro do Bairro Alto/Teatro da Cornucópia                                           |
| 1986                | Pai de August Strinberg                                                 | Luís Miguel Cintra                    | O Capitão Luis Miguel Cintra Laura, sua mulher Manuela de Freitas Berta, sua filha Sandra Paula O Doutor Ostermark, médico Ruy Furtado O Pastor, irmão de Laura Luís Lima Barreto Margret, velha ama do Capitão Glicínia Quartin Nöjd, soldado do regimento do Capitão Francisco Costa Svärd, ordenança do Capitão Gilberto Gonçalves | Teatro do Bairro Alto/Teatro da Cornucópia                                           |
| 1993                | Primavera Negra de de Eduarda Dionísio a partir da obra de Raul Brandão | Luís Miguel Cintra                    | Anacleto Gilberto Gonçalves Gebo Rui Pedro Mulher do Gebo Laura Soveral Pilha do Gebo/Prostituta 4 Luísa Cruz Filósofo Luis Miguel Cintra Revolucionário António Fonseca Proprietário José Manuel Mendes Velha 1 (Enforcada) Carmen Santos Padre Luís Lima Barreto Candidinha Glicínia Quartin Ladrão Diogo Dória Prostituta 1 Laurinda Ferreira Prostituta 2 Teresa Roby Prostituta 3 (a Mouca)/a Desgraça/a Dor Manuela de Freitas Presidente do Conselho de Estado/Filho da Enforcada Rogério Vieira Filho da Candidinha Luís Lucas Velha 2 Antónia Terrinha Velha 3 Márcia Breia Estropiado de Guerra José Airosa Joana Laura Soveral Pita José Manuel Mendes Avejão Diogo Dória Moribunda Isabel Muñoz Cardoso | Teatro do Bairro Alto/Teatro da Cornucópia                                           |
| 1993                | Sete Portas de Botho Strauss                                            | Luís Miguel Cintra                    | Adriano Luz António Fonseca Diogo Dória Gilberto Gonçalves Glicínia Quartin Luísa Cruz Luís Lima Barreto Luís Lucas Luis Miguel Cintra Manuela de Freitas Miguel Guilherme Natália Vieira Paulo Pinto Rogério Vieira Teresa Roby | Teatro do Bairro Alto/Teatro da Cornucópia                                           |
| 1994                | O Triunfo do Inverno                                                    | Luis Miguel Cintra                    | Autor-Inverno Luis Miguel Cintra Brisco Pelayo (Pastor) Miguel Borges Juan Guijarro (Pastor) Pedro Carraça Brásia Caiada (velha) Glicínia Quartin Piloto Miguel Guilherme Marinheiro Adriano Luz Grumetes Rogério Vieira (Gregório), Luís Lucas (Gonçalo) e Luís Lima Barreto (Afonso) Sereias Beatriz Batarda, Helena Afonso e José Manuel Mendes Verão Manuel Brás da Costa Serra de Sintra Luísa Cruz Forneira Márcia Breia Ferreiro António Fonseca Infante Mário Marques Rei Fernando Ribeiro Rainha Cláudia Andrade Moço e Moça Tónan Quito e Rita Durão Músicos: César Viana (flauta), Paulo Galvão (alaúde) | Teatro do Bairro Alto/Teatro da Cornucópia                                           |
| 1995                | Dia de Marte                                                            | António Fonseca                       | Irene Rita Durão, Rita Duarte e Cláudia Andrade Brian Tónan Quito e Femando Ribeiro Pai António Fonseca Polícias José Álvaro Correia, David Lopes, Cláudio Garrudo, João Ribeiro, Hugo Neves e Francisco Ponciano Oficial da Polícia João Castel Branco Vizinha Ana Rita Férrer Cão Armando Quito Criança Daniel Durão Mulher Polícia Kieza Santos Correia Enfermeiras Sara Duarte, Raquel Guerra e Raquel Cardoso Músicos Ricardo Santos, Ricardo Leão, Paulo Taylor e Francisco Ferreira | Teatro do Bairro Alto/Teatro da Cornucópia                                           |
| 1996                | Um Auto de Gil Vicente                                                  | Luis Miguel Cintra                    | Pero Safio Rogério Vieira Paula Vicente Margarida Marinho Bernardim Ribeiro José Airosa Chatel Luís Lucas Gil Vicente Luís Lima Barreto ou Luis Miguel Cintra Infanta Dona Beatriz Beatriz Batarda El-Rei Dom Manuel José Manuel Mendes Barão Saint-Germain Marcantónio DeI Carlo Conde de ViIa-Nova António Fonseca Bispo de Targa Alfredo Martinho Falcoeiros Miguel Borges, Nicolau dos Mares, Renato Aires e Tónan Quito Actor (Sol) Luís Assis Actriz (Lua) Rita Durão Pagem João Murima Joana do Taco Márcia Breia Cantora (Vénus) Sandra Medeiros Actor (Vento Sul) João Murima Actor (Vento Nordeste) Renato Aires Actor (Vento Norte) Nicolau dos Mares Actor(Vento Noroeste) Tónan Quito Actor(Mar) Miguel Borges Marinheiro Miguel Borges Inês de MeIo Márcia Breia Séquito do Rei (3° acto) Nicolau dos Mares, Renato Aires e Tónan Quito Entreactos Luís Assis, João Murima, Márcia Breia, Miguel Borges, Nicolau dos Mares, Renato Aires e Tónan Quito Músicos Paulo Galvão (Ataúde) e César Viana (Flauta) | Teatro Nacional S. João, Teatro do Bairro Alto/Teatro da Cornucópia                  |
| 1996                | Barba Azul de Jean-Claude Biette                                        | Christine Laurent                     | (por ordem de entrada) Narradora/Ama Glicínia Quartin Escritor Luis Lima Barreto A Mãe Maria d' Aires O Pai Rogério Vieira Dois Criados Guilherme Mendonça e Nicolau dos Mares O Bispo José Manuel Mendes O Leproso António Pires Barba-Azul Luis Miguel Cintra Guilherme Ricardo Aibéo Tomás Marcello Urgeghe Catarina Cláudia Andrade Rapariga da Tempestade (Segunda Esposa) Rafaela Santos Um Cruzado Marcello Urgeghe O Velho Criado José Manuel Mendes O Jovem Criado Ricardo Aibéo Signora Fulrnine Zita Duarte (actriz cedida pelo Teatro Nacional D. Maria II) Tuono António Pires Rapariga (actriz na cena do teatro) Rafaela Santos Pastor (actor na cena do teatro) Rogério Vieira Nova Esposa Rita Durão A Irmã Morena (Esposa) Sofia Marques A Irmã Loira (Ana) Rita Lello Os dois irmãos Guilherme Mendonça e Nicolau dos Mares O Músico Paulo Galvão | Teatro do Bairro Alto/Teatro da Cornucópia                                           |
| 1997                | Os Sete Infantes                                                        | Luis Miguel Cintra                    | Conde D. Garcia Fernandes José Manuel Mendes Gonçalo Gustiuz Luis Miguel Cintra D. Sancha, sua mulher Márcia Breia Os sete infantes: Diego Gonçalves, o maior Paulo Moura Lopes Manim Gonçalves Francisco Nascimento Sueiro Gonçalves Duarte Guimarães Fernão Gonçalves Pedro Lacerda Rui Gonçalves Hugo Sequeira Gustiuz Gonçalves Nuno Lopes Gonçalo Gonçalves, o menor Ricardo Aibéo Munho Salido, aio dos sete infantes Luís Lima Barreto Um actor (Cucharrão) Tonan Quito Uma actriz (Criada) Rita Durão Rui Vasques Rogério Vieira D. Lambra, sua mulher Beatriz Batarda Álvaro Sa!tches, cavaleiro Nicolau dos Mares Um escudeiro de D. Lambra Luís Assis Um escudeiro de Rui Vasques Luís Assis Almançor; rei de Córdova José Manuel Mendes Alicante, rei mouro Nicolau dos Mares Moura um, irmã de Almanço Rita Durão O Rei de Segura Nicolau dos Mares Mudarm Gonçalves, ftlho de Gonçalo Gustiuz e da irmã de Almançor Ricardo Aibéo Um escudeiro de Mudarra Luís Assis | Teatro do Bairro Alto/Teatro da Cornucópia                                           |
| 1998                | Máquina Hamlet                                                          | Luis Miguel Cintra                    | Hamlet Luis Miguel Cintra Ofélia Rita Loureiro Horácio Luís Lucas ou Nicolau Lima Antunes Cláudio António Fonseca ou Luis Lima Barreto As Quatro Mulheres Mortas Rita Durão, Solange F., Sofia Marques e Tânia Lima Antunes Vozes Luísa Cruz, Melanie Mederlind e Teresa Sobral | Teatro do Bairro Alto/Teatro da Cornucópia                                           |
| 1998                | Um Sonho de August Strindberg                                           | Luís Miguel Cintra                    | Ana Margarida Videira, António Fonseca, Bruno Santos, Duarte Guimarães, Glicínia Quartin, João Candeias, José Airosa, José Manuel Mendes, Luís Assis, Luís Lima Barreto, Luís Lucas, Luis Miguel Cintra, Luísa Cruz, Manuela de Freitas, Márcia Breia, Melanie Mederlind, Nicolau Lima Antunes, Nuno Lopes, Nuno Vieira de Almeida, Pedro Lacerda, Pedro Santos, Ricardo Aibéo, Rita Durão, Rita Loureiro, Rogério Vieira, Ruben Lopes, Sofia Marques, Solange F., Tânia Lima Antunes e Teresa Sobral | CCB, Teatro do Bairro Alto/Teatro da Cornucópia, Teatro Nacional S. João             |
| 1998                | Quando Passarem Cinco Anos                                              | Luis Miguel Cintra                    | Jovem Pedro Lacerda Velho José Manuel Mendes Dactilógrafa Luísa Cruz Amigo primeiro Nicolau Lima Antunes Um Menino Morto Luís Assis Um Gato Morto Luís Lucas Criado Luís Lima Barreto Amigo segundo Ricardo Aibéo Noiva Rita Durão Jogador de Rugby Nuno Lopes Criada da noiva Sofia Marques Pai da noiva Rogério Vieira Manequim Rita Loureiro Arlequim José Airosa Rapariga Márcia Breia Palhaço António Fonseca Máscara Amarela Manuela de Freitas Figuras no bosque Luís Lucas e Nuno Lopes Criada do Jovem Márcia Breia Jogador Primeiro José Manuel Mendes Jogador Segundo Ricardo Aibéo Jogador Terceiro Nicolau Lima Antunes Guitarrista João Pedro Duarte | Teatro do Bairro Alto/Teatro da Cornucópia, Teatro Nacional S. João                  |
| 1999                | O Lírio                                                                 | Luis Miguel Cintra                    | Rita e Dolores (duas raparigas que vão à Feira) Solange F. e Maria Cuevas Maria Rita Durão Júlia Alves Sofia Marques A Viúva Moscatel Márcia Breia O Lírio -André Nascimento José Airosa O Inspector Luís Lima Barreto O Agente Lopes Pedro Martinez Policias no Jardim Duarte Guimarães e Nuno Lopes A Fotógrafa Laura Soveral O Papo-Seco Luis Miguel Cintra Um Policia de Braga Almeno Gonçalves O Filho da Fotógrafa Luís Lucas Hugo Barros Ricardo Aibéo O Tesoureiro da Fábrica Almeno Gonçalves Guardas Republicanos Duarte Guimarães e Nuno Lopes O Médico Luís Lima Barreto O Enfermeiro Pedro Martinez O Droguista Pedro Lacerda Policias do Céu Duarte Guimarães e Nuno Lopes O Inspector do Céu Luís Lima Barreto Um Policia no Céu Pedro Martinez Dr. Castro e Silva Luís Lucas Estevão Martins Pedra Lacerda Luísa Alice Alves ou Sara Silva | Teatro do Bairro Alto/Teatro da Cornucópia                                           |
| 1999                | O Casamento de Fígaro                                                   | Luis Miguel Cintra                    | O Conde de Alma Viva, grande Corregedor de Andaluzia José Airosa A Condessa, sua mulher Rita Loureiro Fígaro, criado de quarto do Conde e porteiro do castelo Ricardo Aibéo Suzana, primeira camareira da Condessa e noiva de Fígaro Rita Durão Marcelina, governanta Márcia Breia António, jardineiro do palácio, tio de Suzana e pai de Fininha Almeno Gonçalves Fininha, filha de António Solange F. Querubim; primeiro pagem do Conde Duarte Guimarães Bártolo, médico de Sevilha Luís Lima Barreto Basílio, mestre de cravo da Condessa Luís Lucas Don Guzman Bridalento, presidente do Tribunal José Manuel Mendes Duas-mãos, escrivão, secretário de Don Guzman Luis Miguel Cintra ou Nuno Lopes Um Meirinho Pedro Lacerda Furta-Sol, jovem pastor Nuno Lopes Uma jovem pastora Sofia Marques Pedrilho, moço de cavalariça do Conde Pedro Lacerda Criados, camponesas, camponeses Ana Lúcia Palminha, Nelson Cabral e Tónan Quito Músicos (guitarristas) Carlos Gutkin e Vasco Abranches ou Ana Sofia Sequeira e Femando Guiomar | Teatro do Bairro Alto/Teatro da Cornucópia                                           |
| 1999                | Afabulação de Pier Paolo Pasolini                                       | Luís Miguel Cintra                    | Sombra de Sófocles José Manuel Mendes Pai Luis Miguel Cintra Mãe Rita Loureiro Filho António Pedro Cerdeira Rapariga Rita Durão Nigromante Glicínia Quartin Padre, Comissário, Médico, Ferroviário Luis Lucas Mendigo e Espírito do Filho no Epilogo António Pedro Cerdeira | Teatro do Bairro Alto/Teatro da Cornucópia                                           |
| 2000                | Amor/Enganos                                                            | Luis Miguel Cintra                    | FRÁGUA DE AMOR Peregrino Luis Miguel Cintra Romeiro Luís Lima Barreto Vénus Rita Loureiro Preto António Pires Cupido Duarte Guimarães Ferreiros Ricardo Aibéo (Mercúrio) Almeno Gonçalves (Júpiter) Luís Lucas (Saturno) Nuno Lopes (Sol) Serranas Solange F. (1.ª Serrana) Sofia Marques (2.ª Serrana) Rita Durão (3.ª Serrana) Catarina Requeijo (4.ª Serrana) Justiça Márcia Breia Frade Luís Lima Barreto 1.° Pagem Rui Pragana Parvo Francisco Nascimento 2.° Pagem Pedro Marques FLORESTA DE ENGANOS Filósofo Luis Miguel Cintra Parvo Francisco Nascimento Mercador Luís Lucas Moça Sofia Marques Escudeiro disfarçado de Mulher Viúva Almeno Gonçalves Cupido Duarte Guimarães Apolo Nuno Lopes Rei Telebano Luís Lima Barreto Grata Célia Rita Durão Doutor, Juiz-mor do Reino Luis Miguel Cintra Moça Solange F. Velha Márcia Breia Pastor Ricardo Aibéo Duque Peregrino Francisco Nascimento Príncipe da Grécia António Pires Ventura Peregrina Rita Loureiro | Teatro do Bairro Alto/Teatro da Cornucópia                                           |
| 2000                | Cimbelino, rei da Britânia                                              | Luis Miguel Cintra                    | Cimbelino, rei da Britânia José Manuel Mendes A Rainha, sua segunda mulher Márcia Breia Imogénia, sua filha de uma anterior rainha, depois disfarçada no pagem Fidélio Rita Durão Póstumo Leonato, marido dela José Airosa Cloten, o filho da rainha, de um anterior marido Ricardo Aibéo Pisânio, o criado de Póstumo Luís Lima Barreto Cornélio, um médico — incorporando as falas do Primeiro Fidalgo (1.1), Segundo Nobre (1.2; 2.1; 2.3), Mensageiro (2.3; 3.5), um Nobre (4.3; 5.3) e Primeiro Capitão (5.3) e Mensageiro (5.3) Luís Lucas Helena, uma aia de Imogénia — incorporando as falas das damas de 1.3 , 1.5 e 2.3 Sofia Marques Primeiro Nobre e Músico cantor Francisco Nascimento Segundo Fidalgo Nicolau dos Mares Carcereiro, incorporando fala do Segundo Capitão (5.3) Nicolau dos Mares Filário, hospedeiro de Póstumo em Roma Luis Miguel Cintra Giacomo, um fidalgo italiano Rogério Samora Um Francês Nicolau dos Mares Um Holandês Nuno Lopes Um Espanhol Duarte Guimarães Caio Lúcio, embaixador romano e antigo general do exército romano Diogo Dória Filarmónio, um adivinho Francisco Nascimento Um Senador romano Nicolau dos Mares Um Capitão romano Nicolau dos Mares Belário, um nobre banido que vive perto do porto de Milford, em Gales, sob o nome de Morgan Luis Miguel Cintra Guidério, filho de Cimbelino, conhecido como Polidoro, filho de Morgan Nuno Lopes Arvirago, filho de Cimbelino, conhecido como Cadwal, filho de Morgan Duarte Guimarães Aparições: Júpiter, rei dos deuses José Manuel Mendes Sicílio Leonato, pai de Póstumo Luís Lima Barreto Sua mulher, Mãe de Póstumo Márcia Breia Dois Irmãos de Póstumo Nuno Lopes e Duarte Guimarães | Teatro do Bairro Alto/Teatro da Cornucópia                                           |
| 2000                | Hamlet, uma tragédia cómica                                             | Ricardo Aibéo                         | Hamlet Ricardo Aibéo Agrifonte Dinarte Branco Mitrídates Luís Gaspar Margarida Sofia Marques Don Lupo Rita Durão Capitão Luís Gaspar Contertúlio Luis Gaspar Espectro do pai de Hamlet Luís Gaspar Sombras Manuel Romano, Rita Durão e Sofia Marques | Teatro do Bairro Alto/Teatro da Cornucópia                                           |
| 2001                | O Novo Menoza ou A História do Príncipe Tandi de Cumba de Jacob Lenz    | Luís Miguel Cintra                    | O Senhor von Biederling, domiciliado em Naumburg Luís Lima Barreto A Senhora von Biederling Márcia Breia Guilhermina, sua filha Rita Durão O Príncipe Tandi José Airosa O Conde Camaleão Ricardo Aibéo Donna Diana, condessa espanhola Rita Loureiro Babette, sua ama Glicínia Quartin O Senhor von Zopf, nobre do Tirol David Almeida O Senhor Zierau, bacharel Miguel Melo O Burgomestre, seu pai Luis Miguel Cintra Mestre Beza, da escola de Pforte José Manuel Mendes Gustavo, criado do Conde Duarte Guimarães O caseiro do Conde Luis Miguel Cintra Um paralítico Tónan Quito Um cego João Lizardo Outro cego Manuel Romano Um corcunda David Almeida O dono de um café de Leipzig Luis Miguel Cintra Convidados do baile David Almeida, João Lizardo, Manuel Romano e Tónan Quito | Teatro do Bairro Alto/Teatro da Cornucópia, Teatro Nacional S. João                  |
| 2001                | Dom João e Fausto                                                       | Christine Laurent                     | D. João Ricardo Aibéo Leporello, criado de Dom João Luis Miguel Cintra Dona Ana Rita Loureiro Lisete, sua criada Sofia Marques O Governador Dom Gusmão, pai de Dona Ana Luís Lima Barreto Gaspar, criado do Governador Tónan Quito D. Octávio António Pedro Cerdeira Doutor Fausto José Airosa Um Cavaleiro Diogo Dória Signor Rubio, Chefe da Polícia Cândido Ferreira Signor Negro Luís Gaspar Um Padre Sofia Marques Gnomos Sofia Marques e Tónan Quito | Teatro do Bairro Alto/Teatro da Cornucópia                                           |
| 2002                | O Colar de Sophia de Mello Breyner Andersen                             | Luís Miguel Cintra                    | (por ordem de entrada em cena) Veneziano Luis Miguel Cintra Vanina Rita Durão Bonina Solange F. Giovanna Sofia Marques Geraldina Márcia Breia Tutor José Manuel Mendes Bruno Dom Petro Dikota Condessa Zetti Glicínia Quartin Comendador Cândido Ferreira Giovanni Miguel Melo Juliano Roberto Candeias Pietro Alvisi João Lizardo Lord Byron Luis Miguel Cintra | Teatro Nacional S. João, Teatro do Bairro Alto/Teatro da Cornucópia                  |
| 2003                | Tito Andrónico                                                          | Luis Miguel Cintra                    | Romanos: Saturnino, filho mais velho do defunto Imperador de Roma e depois Imperador João Grosso Bassiano, irmão mais novo de Saturnino Duarte Guimarães Tito Andrónico, nobre romano, general das guerras contra os Godos Luis Miguel Cintra Marco Andrónico, tribuno do povo, e irmão de Tito Luis Lima Barreto Filhos de Tito Andrónico: Lúcio José Airosa Quinto João Lizardo Marcio Paulo Moura Lopes Múcio Tiago Nogueira Lavínia, filha de Tito Andrónico, prometida a Bassiano Rita Durão Jovem Lúcio, um rapaz, filho de Lúcio João Dória ou Rodrigo Paganelli Públio, filho de Marco Andrónico João Lizardo Parentes de Tito: Semprónio Paulo Moura Lopes Caio Tiago Nogueira Valentim Paulo Moura Lopes Emílio, nobre romano António Banha Um capitão António Banha Um mensageiro Nelson Cabral Uma ama com uma criança negra Márcia Breia Clown Miguel MeIo Outros romanos, senadores, tribunos, oficiais, soldados e séquito Carlos Costa, Ico Marques, João Pedreiro, Miguel MeIo, Paulo Lima e Sérgio Grilo Godos: Tamora, rainha dos Godos, depois imperatriz de Roma por casamento com Saturnino Maria João Luís Filhos de Tamora: Alarbo Nelson Cabral Demétrio Ricardo Aibéo Quíron Nuno Lopes Arão, um mouro ao serviço de Tamora , seu amante Ângelo Torres 1º Godo Nelson Cabral 2º Godo Duarte Guimarães Outros Godos, soldados João Pedreiro e Sérgio Grilo | Teatro Nacional D. Maria II                                                          |
| 2003                | Anatomia Tito, Fall of Rome, um comentário de Shakespeare               | Luis Miguel Cintra                    | Coro, Aarão Ângelo Torres Coro, Saturnino António Fonseca Coro, Quíron, Godo Duarte Guimarães Coro, Ama Glicínia Quartin Coro, Márcio, Públio, Godo João Lizardo Coro, Marco Andrónico Luís Lima Barreto Coro, Tito Andrónico Luis Miguel Cintra Coro, Tamora Márcia Breia Coro, Demétrio, Godo Nuno Lopes Coro, Quinto, Caio, Emílio Paulo Moura Lopes Coro, Bassiano, Palhaço, Godo Pedro Lacerda Coro, Lúcio Ricardo Aibéo Coro, Lavínia Rita Durão Coro, Mensageiro, Rapazinho Solange F. | Teatro do Bairro Alto/Teatro da Cornucópia                                           |
| 2004                | A Família Schroffenstein de Kleist                                      | Luís Miguel Cintra                    | Casa de Rossitz: Roberto, conde de Schroffenstein Luis Miguel Cintra Eustáquia, sua mulher Rita Loureiro Otto (Ottokar), filho de ambos Duarte Guimarães João, filho natural de Roberto João Lizardo Padre João Pedreiro Sacristão Luís Lucas Vassalos de Roberto: Aldöbern Manuel Romano Santing Luís Lucas Fintenring Dinis Gomes Escudeiro de Aldöbern Dinis Gomes Camareira de Eustáquia Catarina Requeijo Primeiro Viajante Manuel Romano Segundo Viajante João Pedreiro Casa de Warwand: Sílvio, conde de Schroffenstein, da casa de Warwand José Manuel Mendes Silvestre, seu filho, conde regente Luís Lima Barreto Gertrudes, mulher de Silvestre, meia-irmã de Eustáquia Márcia Breia Inês, filha de ambos Rita Durão Jardineiro Luís Lucas Theistiner, vassalo de Silvestre João Pedreiro Criado Dinis Gomes Soldados Manuel Romano e Dinis Gomes Casa de Wyk: Jerónimo de Schroffenstein Ricardo Aibéo Úrsula, viúva de um coveiro Glicínia Quartin Barnabé, sua filha Catarina Requeijo | Teatro do Bairro Alto/Teatro da Cornucópia                                           |
| 2004                | Esopaida ou Vida de Esopo                                               | Luis Miguel Cintra                    | (por ordem de entrada em cena) Coro David Almeida Zeno, filósofo, senhor de Esopo José Manuel Mendes Esopo, filósofo Luis Miguel Cintra Primeiro Escravo Manuel Romano Segundo Escravo Duarte Guimarães Mulheres na Feira Márcia Breia, Rita Durão e Sofia Marques Tendeiro de espadas e Couveira David Almeida Xanto, filósofo ateniense Luís Lima Barreto Periandro, discípulo de Xanto, amante de Filena Ricardo Aibéo Énio, discípulo de Xanto Dinis Gomes Filena, filha de Xanto Rita Durão Geringonça, criada de Eurípedes Sofia Marques Eurípedes, mulher de Xanto Márcia Breia Gente na Praia David Almeida, Duarte Guimarães, José Manuel Mendes e Manuel Romano Messénio, governador de Atenas David Almeida Soldado Manuel Romano Cresso, rei de Lídia José Manuel Mendes Temístocles, general Duarte Guimarães Júpiter Manuel Romano Burro David Almeida e Dinis Gomes ou Ricardo Aibéo Soldados mascarados Dinis Gomes, Manuel Romano e Ricardo Aibéo Estátuas Dinis Gomes, Luís Lima Barreto, Manuel Romano, Márcia Breia e Sofia Marques | Teatro do Bairro Alto/Teatro da Cornucópia                                           |
| 2005                | Sangue no Pescoço do Gato                                               | Luis Miguel Cintra                    | Phoebe Zeitgeist Rita Durão O Polícia Paulo Moura Lopes O Talhante António Fonseca O Galã Ricardo Aibéo O Soldado Duarte Guimarães O Professor Luís Lima Barreto A Mulher do Soldado Morto Luísa Cruz A Rapariga Sofia Marques O Modelo Rita Loureiro A Amante Rita Blanco | Teatro do Bairro Alto/Teatro da Cornucópia, Teatro Carlos Alberto, Teatro Micaelense |
| 2006                | A Gaivota                                                               | Luis Miguel Cintra                    | Arkadina, Irina Nicolaevna (Senhora Trepilovna pelo casamento) Rita Loureiro Treplev, Konstantin Gavrilovich (Kostia) Duarte Guimarães Sorin, Piotr Nicolaievich (Petrusha), irmão de Irinas Luis Miguel Cintra Zarechnaia, Nina Mihailovna, jovem filha de um proprietário rural endinheirado Rita Durão Shamraev, Ília Afanasevich, tenente retirado e feitor de Sorin José Manuel Mendes Polina Andreevna, sua mulher Márcia Breia Masha (Maria Ilichna), sua filha Teresa Sobral Trigorin, Boris Aleksievich, escritor Ricardo Aibéo Dorn, Yevgeny Sergeievich, médico Luís Lima Barreto, Medvedenko, Semion Semionovich, professor Dinis Gomes Yakov, moço Tiago Matias Um cozinheiro Manuel Romano Uma criada Tânia Trigueiros | Teatro do Bairro Alto/Teatro da Cornucópia, Teatro Municipal de Almada               |
| 2006                | Ensaios para "O Ginjal"                                                 | Christine Laurent                     | Liubov Andréevna Ranévskaia, proprietária rural Rita Durão Ánia, filha dela, de 17 anos Cleia Almeida Vária, filha adoptiva dela, de 24 anos Rita Loureiro Leonid Andréevitch Gáev, irmão de Ranévskaia Luis Miguel Cintra Ermolai Alekséitch Lopákhin, comerciante Dinarte Branco Piotr Serguéevitch Trofímov, estudante universitário Dinis Gomes Borís Boríssovitch Simeónov-Píchik, proprietário rural Luís Lima Barreto, Charlotta Ivánovna, preceptora Márcia Breia Duniacha, criada de quarto Sofia Marques Firss, criado velho, de 87 anos Dinis Gomes Iacha, criado jovem Pedro Lacerda Transeunte Pedro Lacerda | Teatro do Bairro Alto/Teatro da Cornucópia                                           |
| 2007                | A Tragédia de Júlio César                                               | Luis Miguel Cintra                    | Júlio César Luis Miguel Cintra Triúnviros depois da morte de Júlio César Marco António Nuno Lopes Octávio César Vítor de Andrade Lépido Hugo Tourita Conspiradores contra Júlio César Marco Bruto Dinarte Branco Caio Cássio Ricardo Aibéo Casca Luís Lima Barreto Décio Bruto Joaquim Horta Cina Pedro Lacerda Metelo Cimbro Ivo Alexandre Trebónio Tónan Quito Caio Ligário Luís Lucas Pórcia, mulher de Bruto Rita Durão Calpúrnia, mulher de César Teresa Sobral Tribunos do povo Flávio Vítor de Andrade Marulo Luís Lucas Senadores Cícero José Manuel Mendes Públio José Manuel Mendes Popílio Lena Martim Pedroso Um Adivinho Dinis Gomes Artemidoro, um professor de retórica Nuno Gil Cina, poeta Dinis Gomes Outro Poeta (IV.2) José Manuel Mendes Lúcio, criado de Bruto Edgar Morais Plebeus Um carpinteiro Tiago Matias Um sapateiro Ivo Alexandre Criado de César Filipe Costa Criado de Marco António Tiago Matias Criado de Octávio Pedro Lamas 4 Plebeus na cena III.3: André Silva Filipe Costa Hugo Tourita Martim Pedroso Militares amigos nos exércitos de Bruto e Cássio Lucílio Luís Lucas Titínio Luís Lima Barreto Messala Joaquim Horta Jovem Catão Tonã Quito Volúmnio Pedro Lacerda Estratão Ivo Alexandre Píndaro, um escravo liberto de Cássio Nuno Gil Soldados nos exércitos de Bruto e Cássio Varrão Filipe Costa Cláudio Pedro Lamas ClitoTiago Matias Dardânio, um criado de Bruto no exército Martim Pedroso Mensageiro na cena V.1 Dinis Gomes Cena V.4: 1º Soldado Filipe Costa 2º Soldado André Silva 3º Soldado Pedro Lamas 4º Soldado Hugo Tourita Plebeus na cena I.1: Filipe Costa Pedro Lamas André Silva Presenças extra de toda a companhia na cena I.1 Presenças extra na cena I.2: Trebónio Tónan Quito Cina Pedro Lacerda Plebeus na cena I.2: André Silva Filipe Costa Hugo Tourita Martim Pedroso Nuno Gil Pedro Lamas | São Luiz Teatro Municipal                                                            |
| 2008                | A Floresta                                                              | Luis Miguel Cintra                    | António Fonseca, Dinis Gomes, Duarte Guimarães, Márcia Breia, João Pedro Vaz, José Gonçalo Pais, José Manuel Mendes, Luís Lima Barreto, Luis Miguel Cintra, Rita Durão e Teresa Madruga | Teatro do Bairro Alto/Teatro da Cornucópia                                           |
| 2008                | Don Carlos, Infante de Espanha                                          | Luis Miguel Cintra                    | Duarte Guimarães, José Manuel Mendes, Luís Lucas, Luís Lima Barreto, Luis Miguel Cintra, Márcia Breia, Nuno Casanovas, Nuno Lopes, Rita Durão, Rita Loureiro, Sofia Marques e Vítor de Andrade | Teatro do Bairro Alto/Teatro da Cornucópia                                           |
| 2008                | Os Gigantes da Montanha                                                 | Christine Laurent                     | ILSE, também chamada A CONDESSA Rita Loureiro O CONDE, seu marido Ricardo Aibéo DIAMANTE, a segunda Actriz Sofia Marques CROMO, o actor característico Luís Lima Barreto SPIZZI, o Galã Pedro Lacerda BATALHA, genérico-mulher Dinis Gomes O LESMA, com a carroça Paulo Moura Lopes COTRONE, dito O MAGO Luis Miguel Cintra Os “Scalognatti” (Os enguiçados) O ANÃO QUAQUÈO David Almeida O DUCCIO DOCCIA Tiago Matias A SGRICIA Márcia Breia O MILORDINHO Pedro Lamas A MARA-MARA, com a sombrinha, também chamada A ESCOCESA Rita Durão MADALENA Rita Durão FANTOCHES Rita Durão, Pedro Lamas e Tiago Matias | Teatro do Bairro Alto/Teatro da Cornucópia                                           |
| 2009                | A Tempestade                                                            | Luis Miguel Cintra                    | ALONSO, Rei de Nápoles José Manuel Mendes SEBASTIÃO, seu irmão Ricardo Aibéo PRÓSPERO, o legítimo Duque de Milão Luis Miguel Cintra ANTÓNIO, seu irmão, o Duque usurpador de Milão António Fonseca FERNANDO, filho do Rei de Nápoles Vítor d’Andrade GONÇALO, um velho e honrado conselheiro Luís Lima Barreto ADRIANO, fidalgo Tiago Matias FRANCISCO, fidalgo Pedro Lamas CALIBAN, um escravo selvagem e deformado Nuno Lopes TRÍNCULO, um bobo Duarte Guimarães ESTÊVÃO, um despenseiro bêbedo João Pedro Vaz O MESTRE de um navio Paulo Moura Lopes MIRANDA, filha de Próspero Sofia Marques ARIEL, um espírito do ar Dinis Gomes IRIS, espírito Rita Durão CERES, Ariel disfarçado Dinis Gomes JUNO, espírito Márcia Breia NINFA do Mar, Ariel transformado Rita Durão HARPIA, Ariel transformado Márcia Breia ESPÍRITOS Paulo Moura Lopes e Manuel Romano Cravo Marcos Magalhães ou José Carlos Araújo | Teatro do Bairro Alto/Teatro da Cornucópia                                           |
| 2009                | A menina Else                                                           | Christine Laurent                     | Rita Durão | Teatro do Bairro Alto/Teatro da Cornucópia                                           |
| 2010                | A Cidade                                                                | Luis Miguel Cintra                    | Bruno Nogueira, Carolina Villaverde Rosado, Dinarte Branco, Dinis Gomes, Duarte Guimarães, Gonçalo Waddington, José Manuel Mendes, Luísa Cruz, Luís Lima Barreto, Luis Miguel Cintra, Márcia Breia, Maria Rueff, Marina Albuquerque, Nuno Lopes, Ricardo Aibéo, Rita Durão, Rita Loureiro, Sofia Marques e Teresa Madruga | São Luiz Teatro Municipal                                                            |
| 2011                | A Varanda                                                               | Luis Miguel Cintra                    | O Bispo Ricardo Aibéo O Juiz Luís Lima Barreto O Carrasco/Artur Duarte Guimarães O General José Manuel Mendes O Velho/O Mendigo/O Escravo Luis Miguel Cintra O Chefe da Polícia Dinarte Branco Roger Vítor D’Andrade Três Homens/Três Revolucionários/Três Fotógrafos Dinis Gomes/Tiago Matias/Tiago Manaia O Enviado João Grosso Irma/A Rainha Luísa Cruz Carmen Beatriz Batarda A Mulher(com o Bispo)/A Ladra(com o Juiz)/ A Rapariga (com o General) Sofia Marques Chantal Rita Durão | Teatro do Bairro Alto/Teatro da Cornucópia                                           |
| 2012                | Os Desastres do Amor                                                    | Luis Miguel Cintra                    | Felícia, uma viúva de meia idade Rita Blanco Amore, um deus descido à terra Sergio Adillo Senhor Verdura, novo hóspede a quem passam a chamar Plutão Luís Lima Barreto Dimitri, um Ucraniano, jardineiro do parque Nuno Nunes Senhor Escrúpulo, porteiro do hotel Fortuna Palace, a quem chamam Mercúrio José Manuel Mendes A Doutora, madrinha de Felícia, dona do Fortuna Palace, a quem às vezes chamam Virtude e Diana e Fortuna Teresa Madruga Modéstia, rapariga séria, ao serviço da Doutora Rita Durão Dom Cupidom, um hóspede permanente que se crê Cupido Luis Miguel Cintra Apolo, nick name de um escort de luxo no Fortuna Palace Vítor D’Andrade Dona Minerva, recepcionista e gerente do Fortuna Palace Sofia Marques Redondinho, outro trabalhador eventual do Fortuna Palace Luis Miguel Cintra | Teatro do Bairro Alto/Teatro da Cornucópia, Teatro Nacional S. João                  |
| 2013                | Ai amor sem pés nem cabeça                                              | Luis Miguel Cintra                    | Dinis Gomes, Duarte Guimarães, José Manuel Mendes, Luís Lima Barreto, Luis Miguel Cintra, Luísa Cruz, Manuel Romano, Rita Durão, Rui Teigão (estagiário), Sofia Marques, Teresa Madruga, Vítor D’ Andrade. Ana Amaral e Laura Silva(estagiárias da Escola Superior de Teatro e Cinema) | Teatro do Bairro Alto/Teatro da Cornucópia                                           |